# A Hold erőforrásai

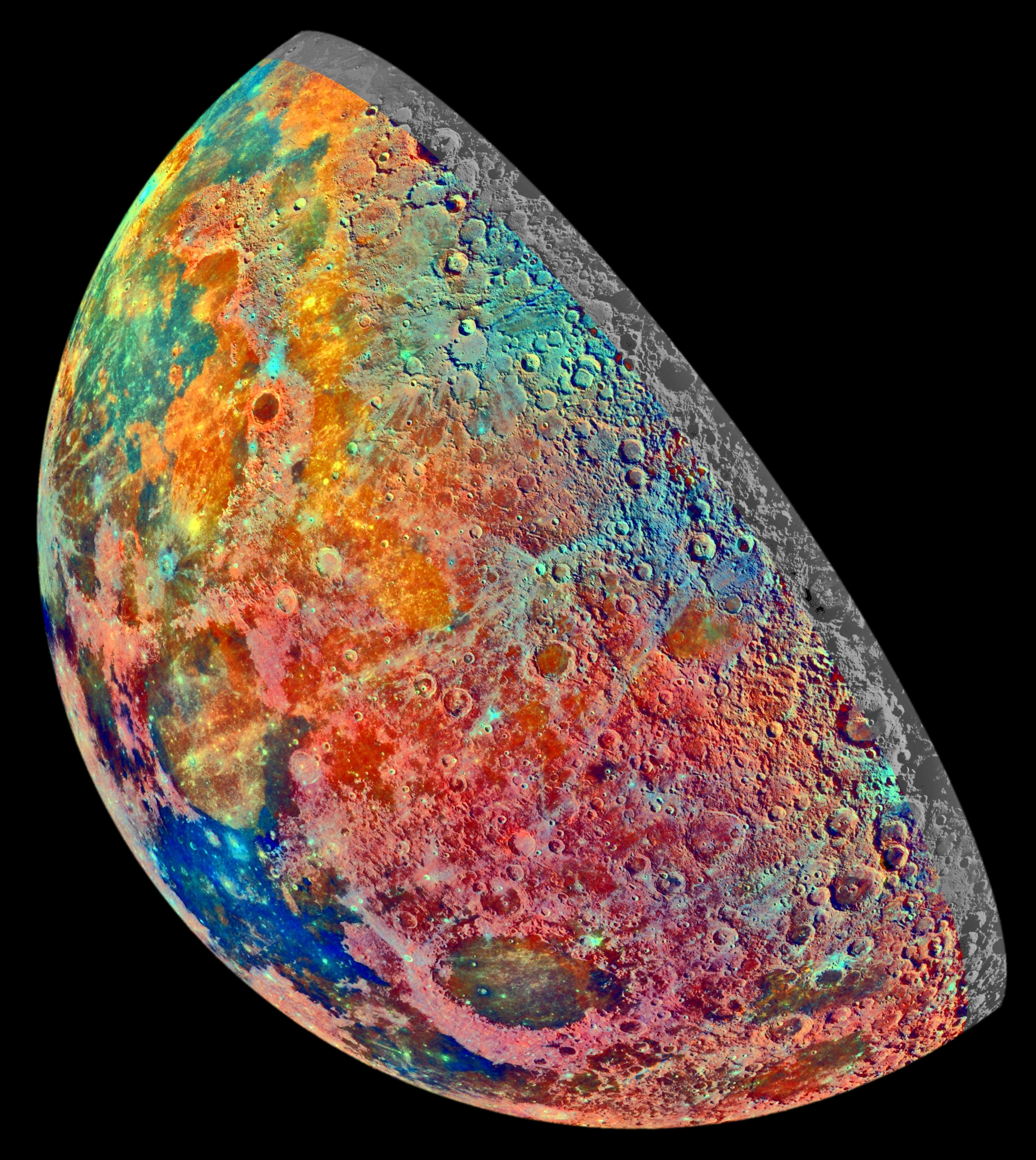
A Hold mesterségesen színezett képe, a Galileo által készített felvételekből. A színek különböző erőforrásokat jeleznek

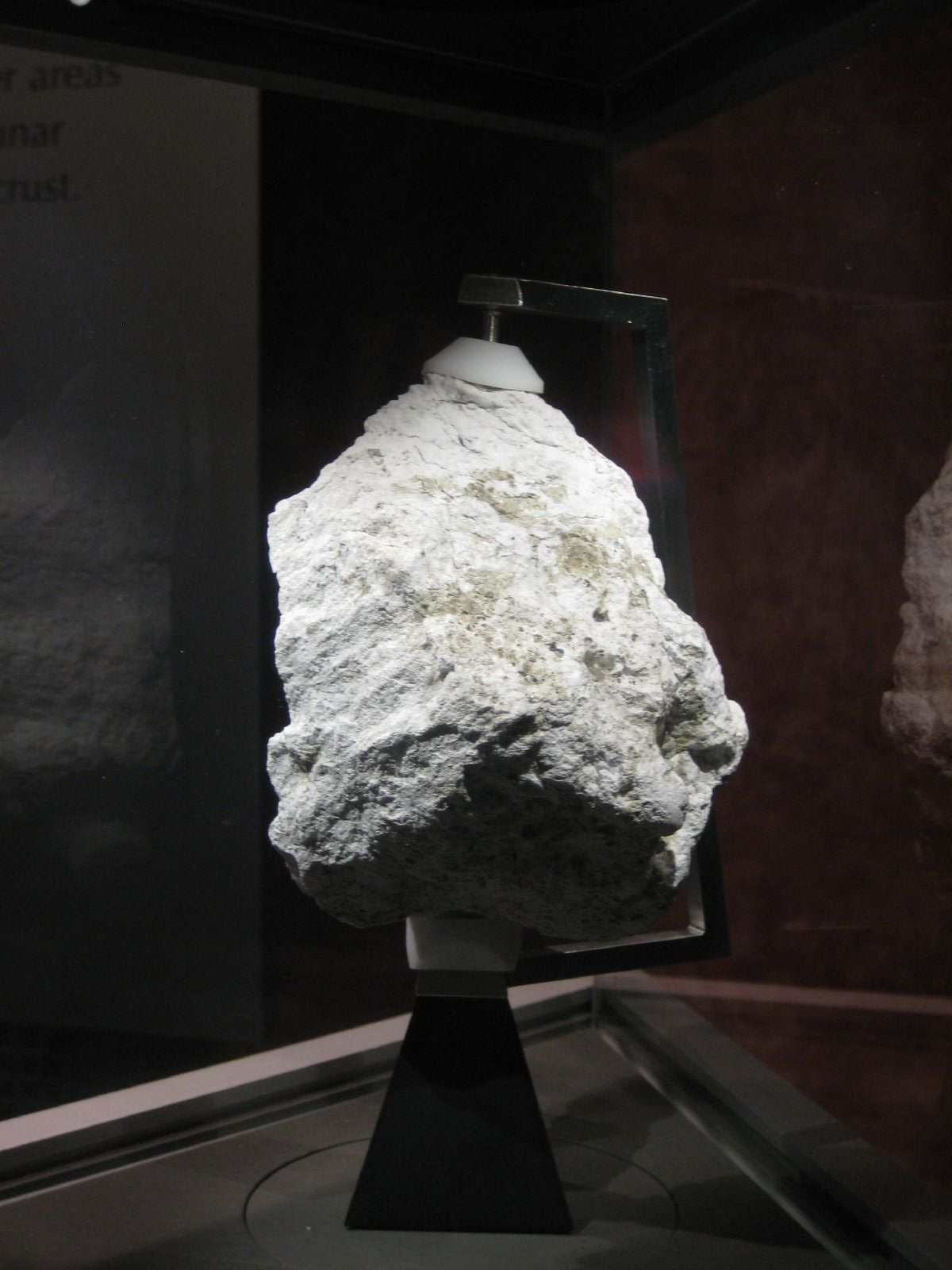
Az Apollo–16 által a Holdról összeszedett anortozit kő

A Hold sok olyan környezeti erőforrással rendelkezik, amit a jövőben majd ki lehet használni. A lehetséges erőforrások között vannak olyan feldolgozható anyagok, mint illékony anyagok és ásványok, illetve olyan geológiai struktúrák, mint lávaalagutak, akinek segítségével esetleg a Hold kolonizálása is lehetséges lenne. Az égitest erőforrásai a jövőben lecsökkenthetik a további Holdkutatások veszélyét és költségét.
A Hold erőforrásairól a legtöbbet az annak légkörében és felszínén végzett küldetésekből lehetett megtudni. Lehetséges, hogy ezeket a erőforrásokat ott helyben is fel lehetne dolgozni, de még nem tudni eleget róluk ahhoz, hogy nagy befektetést érdemeljenek. Az esetleges Holdkolonizáció esetén ezek az erőforrások fogják eldönteni, hogy hol születnek meg az ilyen kolóniák.

## Erőforrások
| Vegyület         | Képlet | Fellelhetése a Holdon | Fellelhetése a Holdon |
| Vegyület         | Képlet | Hold-tengerek         | Felvidékek            |
| ---------------- | ------ | --------------------- | --------------------- |
| szilícium-dioxid | SiO2   | 45,4%                 | 45,5%                 |
| alumínium-oxid   | Al2O3  | 14,9%                 | 24,0%                 |
| kalcium-oxid     | CaO    | 11,8%                 | 15,9%                 |
| vas(II)-oxid     | FeO    | 14,1%                 | 5,9%                  |
| magnézium-oxid   | MgO    | 9,2%                  | 7,5%                  |
| titán-dioxid     | TiO2   | 3,9%                  | 0,6%                  |
| nátrium-oxid     | Na2O   | 0,6%                  | 0,6%                  |
|                  |        | 99,9%                 | 100,0%                |

A Hold legelterjedtebb erőforrásai a napenergia, az oxigén és különböző fémek. A Hold felszínén biztosan jelenlévő anyagok: hidrogén (H), oxigén (O), szilícium (Si), vas (Fe), magnézium (Mg), kalcium (Ca), alumínium (Al), mangán (Mn) és titán (Ti). A leggyakoribb az oxigén, a vas és a szilícium. A regolitban jelenlévő oxigén nagyjából 45%.
Az Apollo–17 által elvégzett LACE-kísérlet kimutatta, hogy a Hold légköre tartalmaz minimális hidrogént (H2), héliumot (He), argont (Ar) és esetleg ammóniát (NH3), szén-dioxidot (CO2) és metánt (CH4). Az égitest légkörének kialakulását több folyamat is megmagyarázhatja: az egyik az, hogy a Hold felszínével reakcióba lépnek nagy energiájú protonok vagy napszelek. A második lehetőség a Holdon található regolit elpárolgása, a meteorok által hátrahagyott anyagok vagy az égitest saját gázkibocsátása. Viszont ezen gázok alacsony koncentrációja miatt a légkör nagyon ritka. Az égitest légkörének teljes súlya mindössze 25 ezer kilogramm, 3×10−15 baros felszíni nyomással.

### Napenergia
A napfény a Holdon nagyjából két hétig tart, amit két hét éjszaka követ, míg a Hold mindkét sarka folyamatosan világos. A déli sarkon kráterek találhatók, amiket szegélyező hegységek folyamatosan napsugárzásnak vannak kitéve, viszont maguk a kráterek sötétek és emiatt belsejükben nagy mennyiségű jeget tartalmaznak. Ez lehetőséget ad arra, hogy a jövőben ezekhez a jégforrásokhoz közel feldolgozóüzemek alakuljanak ki.
Napelemeket közvetlenül közvetlenül a Hold felszínén is lehetne gyártani, mindössze egy holdjáró segítségével, ami felmelegítené a regolitot és elhelyezné a félvezetőkhöz szükséges alapanyagokat. Az egyetlen vegyület, amit a Földről kellene szállítani, a kálium-fluorid lenne.

### Atomenergia
A jelenleg tervezés alatt álló Kilopower erőmű lesz a hosszabb ideig tartó Hold-, majd később a Mars-küldetések első számú energiaszolgáltatója. Ez a rendszer megfelelő azon helyszíneken a Holdon, ahol a napfény nem folytonos. A Holdon található ezek mellett urán és tórium is, de a feldolgozás nehézsége miatt valószínűleg olcsóbb lenne a Földről odaszállítani az üzemanyagot.
A radioizotópos termoelektromos generátorok (RTG) a radioaktív izotópok természetes bomlásából származó hőt hasznosítja, nem fúzióból készít energiát. Évtizedekig használták őket az űrben (beleértve a Holdon). Eddig mindig földi alapanyagokkal készítették őket, de a szükséges plutónium és stroncium a Holdon is megtalálható. Ezeket az RTG-ket lehetne napfénytől függetlenül is használni, a Holdon és azon kívül is. Tekintve, hogy felhasználnak veszélyes anyagokat, egy baleset esetén nagy kárt jelenthetnének. Egyre többen szólalnak fel az RTG-k használatának befejezte mellett, más energiaforrásokat javasolva.

### Oxigén
A Holdon oxigén regolitban található. Az oxigén gyakran megtalálható fémgazdag holdi ásványokban, vas-oxidként. Ezek közé tartozik az  ilmenit, az olivin, a piroxén és vulkanikus üveg. A Holdon megtalálható oxigén-izotópok az 16O, az 17O és az 18O. A Holdon található oxigén könnyen lehet, hogy a Földről származik, hiszen a két égitest régebben közelebb volt.
Az oxigén kitermelésére a regolitból több folyamatot is leírtak, mindegyik sok energiát használ, 2-4 megawattot, 1000 tonna oxigén kitermeléséhez.

### Víz

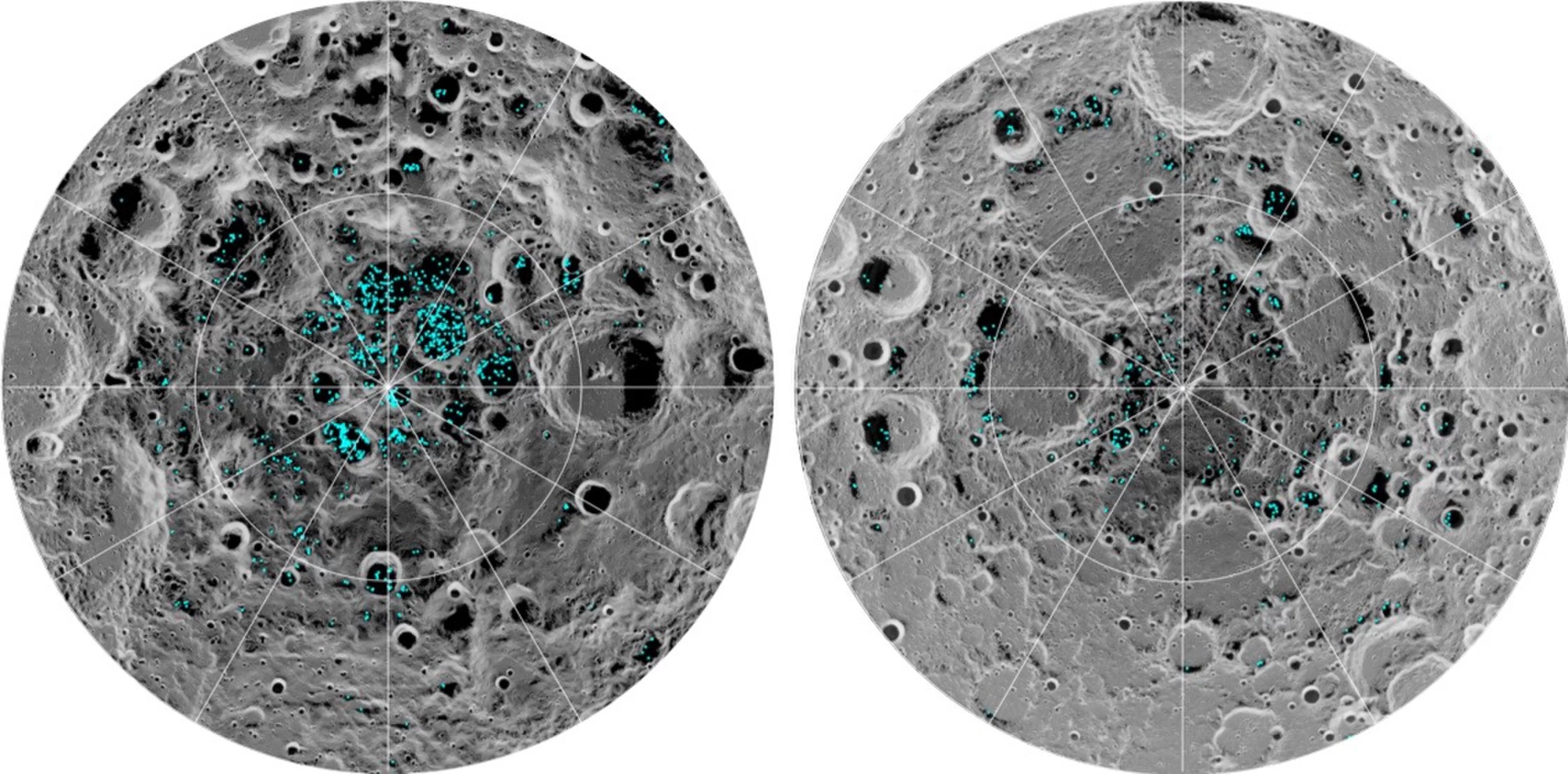
Jéglelőhelyek a Hold déli sarkán

Több megfigyelést követően elég valószínű, hogy a Hold sarkainak (főként déli) felszínén található jég. A folyamatosan árnyékolt területek az északi féltekén 13,361 km2, míg a délin 17,698 km2, minek következtében összesen 31,059 km2-nyi árnyékolt terület van az égitesten. Azt nem lehet pontosan tudni, hogy ezek a teljesen árnyékolt területek mennyi jeget tartalmaznak, így még sok kutatást kell végezni, mielőtt a kitermelésén lehet gondolkozni. A LCROSS becsapódását a Cabeus-kráterbe megfigyelték, hogy milyen törmeléket hagy maga után és arra jutottak, hogy jég vagy kis darabokban vagy, mint egy burkolat található meg a felszíni regoliton. Ennek következtében valószínű, hogy nem vastag és tiszta jég.
A víz a Holdon több folyamat következtében is megjelenhetett. Az egyik a vizet tartalmazó aszteroidák vagy meteorok becsapódása, míg a másik a napszél hidrogén protonjainak érintkezése az oxigén dús ásványokkal. Az Egyesült Államok kormánya számításai szerint a Hold felszínén található feldolgozott víz évente 2,4 milliárd dolláros bevételt hozhatna.

### Hidrogén
A Hold egyes pontjain, amelyet ritkán, vagy egyáltalán nem érint napfény, a hidrogén magasabb koncentrációja található. A nap fényével való érintkezés következtében a hidrogén elpárologna. Több elmélet is létezik arról, hogy miért található hidrogén az égitest felszínén. Az egyik, hogy a vizet tartalmazó aszteroidák vagy meteorok becsapódásával került a Holdra, ezek mellett a napszél szerepét se zárták ki. Az még nem ismert, hogy a hidrogén mekkora százaléka marad meg ténylegesen a felszínen. A felszínen található hidrogén hasznos lenne üzemanyag gyártására és felhasználásra különböző iparágakban. Ezek mellett oxigén termelésére is használható lehetne.

### Fémek

#### Vas
| Ásványok      | Elemek                                                                   | Megjelenése                                   |
| ------------- | ------------------------------------------------------------------------ | --------------------------------------------- |
| Plagioklászok | - Kalcium (Ca) - Alumínium (Al) - Szilícium (Si) - Oxigén (O)            | Fehér, átlátszó szürke, hosszúkás kő.         |
| Piroxének     | - Vas (Fe) - Magnézium (Mg) - Kalcium (Ca) - Szilícium (Si) - Oxigén (O) | Bordó–fekete kő, alakja lelési helyétől függ. |
| Olivin        | - Vas (Fe) - Magnézium (Mg) - Szilícium (Si) - Oxigén (O)                | Zöld, gömbölyű kő.                            |
| Ilmenit       | - Vas (Fe) - Titán (Ti) - Oxigén (O)                                     | Fekete, hosszúkás kristályok.                 |

A Holdon vas (Fe) bőségesen található a síksági bazaltokban, de főleg szilikát ásványokban, illetve a ilmenitekben. Ezek kitermelése nem könnyű és valószínűleg költséges lenne. Ezek mellett kutatók valószínűleg tartják, hogy a meteortörmelékekben is található vas, de ezek felhasználásnak lehetőségét helyben kellene felmérni. Hematitot (Fe2O3) is találtak a Hold felszínén, ami vas, folyékony víz és oxigén reakciójából keletkezik. Könnyen lehet, hogy a reakcióhoz szükséges oxigén a Föld atmoszférájából származik, hiszen a Hold Föld feli oldalán több hematit található. Könnyebben kitermelhető viszont a regolitban található vas, por formájában.

#### Titán
A titánt (Ti) lehet ötvözni vassal, alumíniummal, vanádiummal és többek között molibdénnel, hogy űrutazáshoz fontos ötvözeteket lehessen belőlük létrehozni. Leginkább ilmenitekben lelhető a Hold felszínén, amiknek feldolgozásával oxigént is elő lehet állítani, hiszen az ilmenitek a napszeleknek köszönhetően hidrogénprotonokat is tartalmaznak. A Mare Tranquillitatis bazaltjaiban található a Holdon a legtöbb titán, tízszer akkora a tartalmuk, mint a Földön.

#### Alumínium
Az alumínium (Al) a Hold felszínén az anortit (CaAl2Si2O8) ásványban található meg. Alumínium hasznos, mert akár rakéta-hajtóanyagként is használható, ha oxigénnel van égetve.

#### Szilícium
Szilícium (Si) bőségesen található a Holdon. Fontos szerepe van a napelemek elkészítésében, ami megkönnyítené az elektromosság előállítását az égitesten. Ezek mellett felhasználható üveg és üveggyapot készítésében is. Félvezető előállítása nagyon nehéz lenne belőle, főleg a Holdon.

#### Kalcium és magnézium
A kalcium (Ca) a negyedik leggyakoribb elem a holdi hegyvidékeken, anortit (CaAl2Si2O8) ásványokban található. Kalcium fémek használhatók elektromos vezetőként is oxigén hiányában. Az anortit ritka a Földön, de bőségesen fellelhető a Holdon.
A magnézium (Mg) valószínűleg a Hold belsőbb rétegeiben bőségesebben található, mint a felszínén, hiszen főleg piroxénekben és olivinekben jelenik meg.

### Ritkaföldfémek
Ritkaföldfémeket többek között elektromos és hibrid járművek, szélerőművek és egyéb más elektromos eszközök előállítására használják. Elnevezésük ellenére a ritkaföldfémek viszonylag bőségesen megtalálhatóak bolygónkon, bár gyakran elszóródva. Kína a világ kitermelésének 95%-áért felelős.
Ugyan jelenleg tudomásunk szerint a Holdon kevesebb ritkaföldfém található, mint a Földön, a NASA viszont értékesnek tartja őket, ipari fontosságuk miatt.

### Hélium–3
Számítások szerint napszélnek köszönhetően több, mint egy millió tonna hélium–3 (3He) található a Hold felszínén, sokkal bőségesebben, mint a Földön. Az elem bányászata viszont kifejezetten nehéz lenne, hiszen a hélium–3 koncentrációja alacsony, 1 gram hélium–3 előállításához 150 tonna regolit feldolgozására lenne szükség. Kína tervezi a bányászat megkezdését a jövőben, azzal a céllal, hogy energiatermelésre használja a héliumot Földön. Ennek ellenére jelenleg nem létezik olyan reaktor-dizájn, amivel ez lehetséges lenne, illetve a hélium–3 nem megújuló energiaforrás.

## Fordítás
Ez a szócikk részben vagy egészben  a   Lunar resources című angol Wikipédia-szócikk ezen változatának fordításán alapul.  Az eredeti cikk szerkesztőit annak laptörténete sorolja fel. Ez a jelzés csupán a megfogalmazás eredetét és a szerzői jogokat jelzi, nem szolgál a cikkben szereplő információk forrásmegjelöléseként.